# 萊克賽德 (密蘇里州)
萊克賽德（英語：Lakeside）是位於美國密蘇里州米勒縣的城市。

## 人口
根據2020年美國人口普查的數據，萊克賽德的面積為1.66平方千米，當中陸地面積為0.89平方千米，而水域面積為0.77平方千米。當地共有人口0人，而人口密度為每平方千米0人。